# Fraction
『fraction』（フラクション）は、CANTAの2枚目のオリジナル・アルバム。

## 概要
前作『EVERYTHING'S GONNA BE ALRIGHT』より約1年振りにリリースされたオリジナル・アルバム。
ジャケット写真は石川俊介が撮影した。
2008年のベスト・アルバム『きらきら』に「The World Is Mine」「Good Morning,Wild Times!」が、『めらめら』に「Everyday」がリレコーディングされ収録された。

## 収録曲
（全作詞・作曲：ルーク篁）
1. The World Is Mine?
2. Good Morning,Wild Times!
3. Romantic Warrior
4. Everyday
5. Smile Again
6. Croque Madame
7. It's Gonna Be Alright
8. いいな
9. Don't Let Me Down
10. 日本と私
11. Happy Birthday To You!